# Тихар (тюрьма)
Тюрьма Тихар или Тихарская тюрьма (англ. Tihar Prison Complex, Tihar Central Jail, Tihar Ashram, хинди तिहाड़ जेल) — главная тюрьма индийского города Дели, а также один из крупнейших тюремных комплексов Азии. Находится в ведении Управления тюрем Дели, которое подчиняется правительству Дели. Комплекс максимального уровня безопасности состоит из девяти тюремных блоков, в которых при номинальной вместимости 5,2 тыс. человек содержится свыше 12 тыс. заключённых.
В Тихаре ожидают суда или отбывают наказание заключённые различных категорий — мужчины, женщины и подростки, индийцы и иностранцы, террористы, убийцы, насильники, высокопоставленные коррупционеры и мелкие воры. Из-за медлительности судебной системы Тихар является одной из самых переполненных тюрем мира. Несмотря на это, здесь не такая плохая гигиена и не такой высокий показатель распространения туберкулёза и ВИЧ, как в среднем по пенитенциарной системе Индии. Тихар является одним из трёх тюремных комплексов индийской столицы, наряду с тюрьмами Мандоли и Рохини.
В тюрьме Тихар приводят в исполнение смертные приговоры. В частности, в 1989 году здесь были повешены убийцы Индиры Ганди.

## География
Тюремный комплекс Тихар занимает 160 гектаров и расположен в районе Джанакпури, в западной части Нью-Дели. Южнее тюрьмы расположен международный аэропорт имени Индиры Ганди, восточнее — военный городок Дели (Delhi Cantonment) и парк Будды.

## История
В 1958 году в делийском пригороде Тихар открылась Центральная тюрьма вместимостью 1273 заключённых. В 1966 году Тихарская тюрьма, до этого находившаяся под административным контролем властей штата Пенджаб, была передана властям Дели. В 1984 — 1985 годах она была разделена на три тюрьмы с порядковыми номерами №1, №2 и №3, которые вмещали 565, 455 и 740 заключённых соответственно. В 1990 году окружная тюрьма, открывшаяся в 1980 году и имевшая вместимость 740 заключённых, была реорганизована в Центральную тюрьму № 4. В 1996 году открылась Центральная тюрьма № 5 вместимостью 750 заключённых (она предназначалась для содержания подростков в возрасте от 18 до 21 года), а в 2000 году — Центральная тюрьма № 6 для женщин вместимостью 400 заключённых.
В 2003 году открылась Центральная тюрьма № 7 вместимостью 350 заключённых. В 2004 году тюрьму Тихар несколько разгрузили, поскольку открылась окружная тюрьма в Рохини вместимостью 1050 заключённых. В 2005 году открылись Центральные тюрьмы № 8 и № 9 вместимостью 600 заключённых каждая. Весной 2008 года с целью разгрузить переполненную тюрьму Тихар в делийском пригороде Мандоли началось строительство нового тюремного комплекса на 3,8 тыс. заключённых.
5 октября 1990 года в результате тюремного бунта в Тихаре погибло 9 заключённых. В июне 2015 года двое заключённых совершили побег из Тихарской тюрьмы, прорыв под внешней стеной туннель.

## Структура
По состоянию на конец 2015 года в тюремном комплексе Тихар при вместимости 5200 заключённых содержалось свыше 12300 заключённых:
- Центральная тюрьма № 1: вместимость — 565 заключённых; содержалось — 2230 заключённых.
- Центральная тюрьма № 2: вместимость — 455 заключённых; содержалось — 873 заключённых.
- Центральная тюрьма № 3: вместимость — 740 заключённых; содержалось — 2361 заключённый.
- Центральная тюрьма № 4: вместимость — 740 заключённых; содержалось — 2722 заключённых.
- Центральная тюрьма № 5: вместимость — 750 заключённых; содержалось — 641 заключённый.
- Центральная тюрьма № 6: вместимость — 400 заключённых; содержалось — 579 заключённых.
- Центральная тюрьма № 7: вместимость — 350 заключённых; содержалось — 871 заключённый.
- Центральная тюрьма № 8 и 9: вместимость — 1200 заключённых; содержалось — 2025 заключённых.

Каждая из девяти тюрем окружена отдельной стеной. Весь тюремный комплекс также имеет внутреннюю и внешнюю стену по периметру. Внутри тюрем дежурят охранники с дубинками, а на стенах и башнях — охрана со стрелковым оружием. Вдоль внешней стены комплекса регулярно ездит бронированный автомобиль с вооружённой охраной.
Центральная тюрьма № 2 является образцовой — она не так переполнена, здесь сидят привилегированные заключённые, именно эту тюрьму показывают посетителям. Здесь есть сад, водоём с птицами, студия живописи, библиотека, музыкальный зал, зал для медитаций, пекарня, плотницкая и текстильная мастерские.
Центральная тюрьма № 3 служит для содержания новоприбывших, а также других подследственных и подсудимых. При ней имеется спецблок для приговорённых к смертной казни и тюремная больница на 150 коек. В корпусе строгого режима № 8 тюрьмы № 3 содержатся особо опасные террористы, военные преступники, сепаратисты, серийные убийцы и влиятельные гангстеры. В Центральной тюрьме № 6 оборудованы ясли для женщин, которые находятся в заключении со своими детьми. В Тихаре имеются площадки для занятий крикетом, волейболом, баскетболом и бадминтоном, комнаты для игры в шахматы и карром, лужайки для медитаций.

## Контингент
Три четверти заключённых Тихара составляют лица, ждущие суда (англ. undertrial), остальные являются уже осуждёнными преступниками. Примерно 84 % заключённых являются представителями малоимущих слоёв населения, половину заключённых составляют молодые люди в возрасте от 21 до 30 лет, 65 % заключённых — впервые арестованные, их держат отдельно от рецидивистов. Более 70 % заключённых являются жителями Дели, около 25 % — жителями Харьяны, Раджастхана, Бихара и других штатов. Кроме того, в Тихаре содержится несколько сотен иностранцев, главным образом граждан Нигерии, Непала, Бангладеш, Афганистана и Пакистана.
Наиболее крупными группами обвиняемых и осуждённых Тихарской тюрьмы являются убийцы, сексуальные насильники, воры, грабители и пытавшиеся совершить убийство. 18,3 % заключённых Тихара проводят в тюрьме менее месяца, 17,8 % — от одного до трёх месяцев, 16,5 % — от трёх до шести месяцев, 23,6 % — от шести месяцев до года, 15,5 % — от года до двух лет, 3,7 % — от двух до трёх лет, 2,4 % — от трёх до четырёх лет, 1,2 % — от четырёх до пяти лет, менее 1 % — свыше пяти лет.
Поскольку бедняки не имеют денег на адвокатов и взятки чиновникам, они не могут выйти под залог и подолгу ожидают суда в заключении. В Тихаре процветают коррупция среди персонала тюрьмы, насилие и запугивание среди заключённых, незаконная торговля наркотиками и алкоголем. Нередко в спальных помещениях происходят драки между группами заключённых. В Тихаре имеется несколько влиятельных тюремных группировок, имеющих на вооружении ножи, пики, железные и деревянные дубинки, спрятанные в тайниках. Насильники и детоубийцы находятся на нижней ступени тюремной иерархии и нередко подвергаются избиениям.
Для реабилитации заключённых в Тихарской тюрьме используют музыкальную терапию, йогу и випассану, регулярно демонстрируют кинофильмы. Кроме того, здесь можно обучиться грамоте, посещать курсы английского языка и информатики, получить высшее образование через дистанционное обучение, сдать экзамены для зачисления на государственную службу, найти работу перед освобождением. В тюрьме имеется собственная радиостанция, которой управляют заключённые.
В тюрьме Тихар запрещено курить, тюремное меню строго вегетарианское. Имеется ресторан, в котором работают заключённые, вставшие на путь исправления. В женской тюрьме Тихарского комплекса имеется отдельное крыло, где содержатся арестованные свекрови. Они требовали с семей невесток большой калым, что запрещено индийским законодательством, или издевались над невестками, семьи которых не уплатили приданое (в некоторых случаях доходило до убийства).

## Тюремное производство

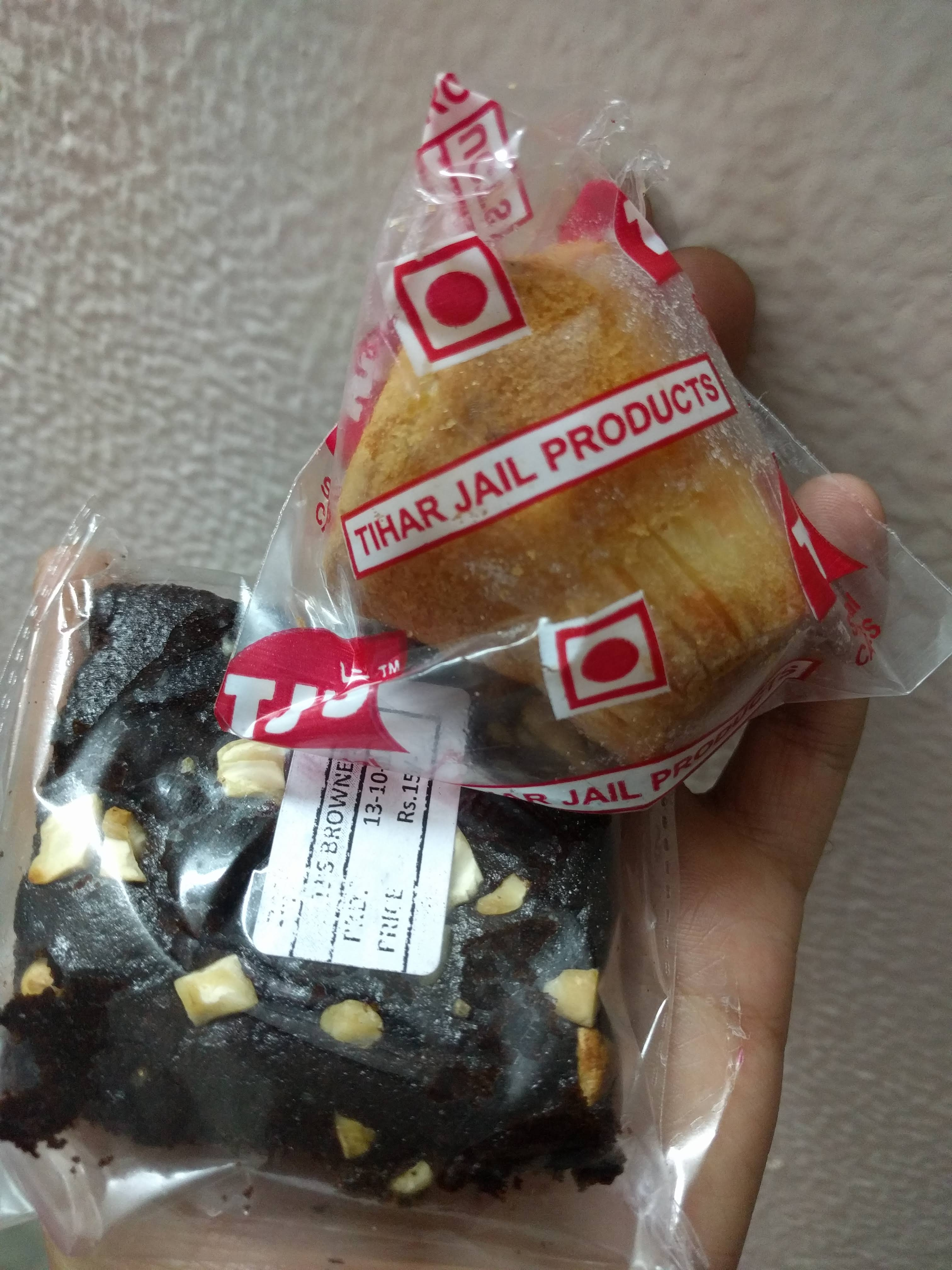
Продукция тюремной пекарни

С 1961 года в тюрьме Тихар существует тюремное производство. Около 700 заключённых выпускают хлебобулочные изделия, вермишель, деревянные изделия, в том числе школьную и офисную мебель, ткани, спортивную одежду, служебную униформу, обувь, ковры, химические изделия, горчичное масло, специи, бумагу ручной работы, керамическую посуду и предметы искусства (картины, скульптуры, резьба по дереву). Около 400 человек работает в мебельном цеху, 60 человек — в ткацком цеху, 60 человек — в бумажном цеху, 60 человек — в пекарне, 50 человек — в обувном цеху, 40 человек — в швейном цеху, 25 человек — в химическом цеху. 25 % от заработанных заключёнными денег идёт в фонд, который выплачивает компенсации жертвам и их семьям.
Продукция тюрьмы Тихар поставляется во многие государственные учреждения Дели — в школы, колледжи, больницы, суды и военные части. Специально для продвижения тюремной продукции создан товарный знак TJ's (сокращённо от Tihar Jail). Большую часть потребляемой электроэнергии тюрьма Тихар вырабатывает с помощью солнечных батарей, установленных на крышах жилых и производственных корпусов.

## Известные заключённые
- Суреш Калмади (в 1995—1996 годах министр железнодорожного транспорта Индии, в 1996—2011 годах президент Олимпийского комитета Индии, обвинялся в коррупции).
- Арвинд Кеджривал (общественный активист и борец с коррупцией, обвинялся в неподчинении властям).
- Бангару Лакшман (в 1999—2000 годах министр железнодорожного транспорта Индии, в 2000—2001 годах глава Бхаратия джаната парти, был осуждён за коррупцию).
- Андимутху Раджа (в 1996—2000 годах министр сельскохозяйственного развития, в 2000—2004 годах министр здравоохранения, в 2004—2007 годах министр окружающей среды и лесного хозяйства, в 2007—2010 годах министр коммуникаций и информационных технологий, обвинялся в коррупции).
- Чхота Раджан (мафиозный босс Мумбаи, был осуждён за убийство журналиста).
- Субрата Рой (миллиардер, руководитель конгломерата Sahara India Pariwar, обвинялся в финансовых нарушениях).
- Амар Сингх (один из лидеров Самаджвади парти, обвинялся в коррупции).
- Сатвант Сингх и Кехар Сингх (осуждены и казнены за убийство Индиры Ганди).
- Шарль Собхрадж (грабитель и серийный убийца, в 1986 году совершил побег, усыпив охранников Тихара).
- Анна Хазаре (общественный активист и борец с коррупцией, обвинялся в организации незаконного митинга).
- Лалу Прасад Ядав (в 1995—1997 годах главный министр штата Бихар, в 2004—2009 годах министр железнодорожного транспорта Индии, был осуждён за коррупцию).